# Кондадо (комарка)
Кондадо (исп. Comarca del Condado,  галис. Comarca do Condado)  — район (комарка) в Испании, входит в провинцию Понтеведра в составе автономного сообщества Галисия.

## Муниципалитеты
1. Ас-Невес
2. Мондарис
3. Мондарис-Бальнеарио
4. Сальватьерра-де-Миньо
5. Пуэнтеареас